# Eduard Blanxart i Pàmies
Eduard Blanxart i Pàmies (Terrassa, 1915 - Barcelona, 27 d'octubre de 2014) fou un interiorista, dissenyador i músic català.

## Biografia
Fill de l'enginyer tèxtil Daniel Blanxart i Pedrals. Format amb Josep Rigol a Terrassa, i a l'escola de Llotja i el FAD a Barcelona, Fou sobretot deixeble de Jaume Llongueras.
Va dissenyar dins un acusat florentinisme, que amb els anys anà simplificant al màxim, mobles (calaixera de la sagristia de la catedral de Terrassa, c. 1951), peces d'orfebreria (custòdia de la mateixa catedral, 1946), interiors (sala de juntes del Condicionament Terrassenc, 1953), jardins (Vil·la Fancelli, Barcelona, 1967), etc. Va escriure diverses composicions musicals, especialment per a piano i cant, sovint en un estil derivat de l'impressionisme. Fou també un gran difusor de la cultura i va formar part molts anys de la Junta de Museus de Terrassa.
Els anys cinquanta col·laborà en la revista cultural minoritària Atzavara, i va publicar la biografia Antoni Ribera (Gent Nostra, Barcelona 2008), sobre un dels principals músics wagnerians de Catalunya. Donà la important discoteca del seu pare a la Fonoteca de la Biblioteca de Catalunya.
El 2012 va guanyar la Creu de Sant Jordi.

## Obra Musical
A la seva joventut, Eduard Blanxart es va formar com a pianista. Quan vivia a Barcelona organitzava vetllades musicals a casa seva destinades a amics i a la projecció de joves músics. Destaca també com a compositor, amb un fons de més de seixanta peces que va escriure des d'abans dels vint anys fins al final de la seva vida. Tot el seu fons musical es troba a la Secció de Música de la Biblioteca de Catalunya.

### Conjunt instrumental
- Abendfrieden: per a violoncel i piano (1989)
- Egloga: per a violí i piano (1973)
- Llegenda: per a violoncel i piano (2005)
- Melodia: per a flauta i piano (1986)
- Duo per a flauta i piano (1999)
- Melodia per violoncel (2005)

### Piano sol
- Cançó de bressol en sol menor (1935)
- Cançó de bressol en sol major (1942)
- Cinc contarelles (entre 1987 i 2009)
- De la terra (1983)
- En el Nil: A l'alba naixent el dia (1994), Capvespre (1993)
- En un petit cementiri abril alena vida (2007)
- Full d'àlbum (1985)
- Llegenda: nº 1 (2003), nº 2 (2006), nº 3 (2013)
- Mendelssohniana (1983)
- Pluja d'hivern (1985)
- Preludi: núvols (1984), Variació I i II (1986)
- Preludis: nº 1 (2004), nº 2 (2005), nº 3 (2009), nº 4 (2013)
- Preludi i dues variacions (2010)
- Primera cançó
- Record (2014)
- S'acosten, miren i figen unes mascares tristes (1934)
- Tema (2912)
- Tríptic italià: Assisi (1953), Góndola (1987) i Sera fiesolana (2008)
- Tríptic grec: Kerkyra. records de Corfú, Corai i Delfi (1990)
- Vent al capvespre (1980)
- Vora una font

### Música per a cor
- Comiat (1997)
- Bacus Trist (1998)
- Quan sigui lluny l'hivern glaçat (1939)

### Cançons
- A mitja nit (2009)
- Amor amagada (2002)
- Amunt (2009)
- Cançó d'enyorança (2008)
- Cançó del capvespre (2010)
- Cançó pàl·lida (1956)
- Chanson (2006)
- Com les ones de la mar (2011)
- Cuca de llum / Lluerna (2012)
- De vespre (1995)
- En la nit (1974)
- Hier au soir (1987)
- Lluna (2013)
- Mar calma (2008)
- Marina grisa (1935)
- Mort de la rosella (2006)
- Myrto ne sait pas de chansons (2000)
- Nevicata (1995)
- Nit adormida (2005)
- Nit de Sant Joan (1936)
- No cridis tant lleugera alosa (2003)
- Noia en el bosc (1992)
- Per què fas dringar els teus braçalets... (1998)
- Poema antic (1993)
- Recordant la teva veu (2011)
- Rossades de primavera (2006)
- Rossinyol (2013)
- Souvenir (2007)
- Tardor en el parc (2013)
- Une flûte invisible (2011)
- Vaig fent via caminant (1936)
- Vieux moulin de Wezelveaux (2008)

### Cançons de temàtica religiosa
- Ave Maria (1939)
- Ave Maria (1985)
- Ave Maria (2002)
- Reposeu, oh bon Jesús (1942)
- Santa (1939)